# بارتولوميو
بارتولوميو أحد شخصيات أنمي ومانغاون بيس، والمعروف ببارتولوميو آكل لحوم البشر، وهو صديق لقبعة القش ورئيس نادي بارتو الجديد، وهو قرصان أيضا توجد على رأسه مكافأة قدرها 150.000.000 بيلي، وكان أحد المنافسين في كوروديا الكولسيوم على فاكهة ميرا ميرا نومي.

## مظهره
بارتولوميو رجل يمتلك عضلات مفتولة واضحة طويل القامة، لديه شعر اخضر ذو تسريحة خاصة وكثيف وهو لا يمتلك حواجب، لديه وجه شيطاني المظهر، لديه انياب حادة وحلقة في انفه، ولديه وشم تحت عينه اليمنى ومنحني نحو أذنه اليمنى أيضا

لديه وشم الظلام كبير على صدره يبدو كأنه حلقة سمكية ذو أجنحة في الجانبين وأنياب طويلة من الجزء السفلي من الوشم، وهو يرتدي معطف شتوي طويل لونه بنفسجي غامض ومفتوح أي غير مغلق، وفي الجزء الخلفي من المعطف يوجد رسم على شكل نار وسيفان وعيون أيضا، لديه نقوش على شكل حلقات في أزرار المعطف والحزام أيضا، وكان لديه سلاح غير معروف مدسوس في حزامه، وبنطاله أصفر اللون وأحمر الرسومات مع احذية سوداء كبيرة

و قبل عامين كان يرتدي معطف اصفر مخطط باللون الأحمر عموديا مع الفراء حول رقبته، وقد كان يرتدي بنطال بني اللون وحزام اسود وكان شعره ليس كثيف مثل الآن، ويبدو ملسا أكثر.

## شخصيته
بارتولوميو يمكن أن يكون انفعالي قليلا ويمكن أن يكون مسترخي في بعض الاحيان، كما حدث أثناء جولة البي من المعركة كان مستلقيا على الجانب يراقب المعركة فحسب، وهو صاحب موقف عام وغير مرفه لذلك لم يكن لديه شعبية من الجمهور، ودائما نسمع صيحات استهجان بارتولوميو وذلك خلال عرضه رسميا ليكون في المرتبة الأولى من المشاركين

و هو أيضا إستفزازي للغاية، ودائما ما يقوم بارتولوميو بالسخرية من الجمهور، ولكنه يسخر من خصومه أيضا، ولكنه يربط جأشه ويبقى باردا احيانا، ومع ذلك يمكن لبارتولوميو ان يكون غاضبا جدا إذا ما اثار احدا ما غضبه، وذلك عندما يقوم أحد الجمهور بأهانته، حيث أنه قام برمي قنبلة للجمهور لتخويفهم ولكنها كانت وهمية، بارتولوميو أيضا لا يهتم بتفكير أي شخص كما قال لداجاما بأن شعبية الجمهور شيء سخيف، وهو احيانا يخاف عندما يقوم أحد بمهاجمته حتى يرتد الهجوم الغير المزود بالهاكي إلى خصمه بواسطة فاكهة الشيطان، كما أنه يبدو عليه انه غير مهتم بآراء الناس، كما فعل عندما غضب من الجمهور ورمى قنبلة وهمية وبدأوا جميعا بالهرب بسرعة من المكان

ومع ذلك، فبارتولوميو يبدو مهتما بطاقمه (على الأقل الاحتفاظ بالسمعة)، كما فعل عندما اسقط نائب الادميرال ماينارد على ما فعله بغامبيا، ومع ذلك فهو يميل إلى العنف بشدة كما ظهر عندما كان يسدد رصاصات ويقتل المدنين الأبرياء في ماضيه لذلك فهو سيئ السمعة، وهو يمتلك طبيعة مدمرة، ولكنه يمكنه كتم غضبه والسيطرة على نفسه، على الأقل من قبل أنظمة كوريدا الكولسيوم، ويبدو انه مسترخي جدا فهو لا يتأثر بالضربات بواسطة جداره الخاص 

وعلى الرغم من هذه القسوة فهو يُظهر احترام كبيرا لقراصنة قبعة القش خصوصا بعد أن شاهد معجزة بقاء لوفي على قيد الحياة في لوجوتاون قبل عامين، ومن ثم أصبح بارتولوميو محبا جدا للوفي حيث أصبح لوفي بطلة وهو معجب به جدا، وبعد أن عرف دور لوفي في معركة المارينفورد كان هذا إلهام له ليبدا حياة القرصنة، وهو يحترم لوفي كثيرا حيث أنه يقوم احيانا بضرب وسحق كل من يسخر من لوفي كما ظهر عندما سحق شخصا بواسطة جداره الخاص من فاكهة الشيطان سخر من لوفي، وقطع لسان شخص آخر ضد لوفي، وهو دائما يشعر بالخجل عند تحدثه للوفي وجها لوجه، وقد تبين بأن بارتولوميو يتأثر بسهولة كما فعل عندما رأى رورونوا زورو وبدأ بالبكاء من الفرح، ويبكي دون حسيب أو رقيب خصوصا عندما طلب توقيع زورو، وعندما شاهد لوفي وجها لوجه صرخ من الفرح وقد دخل البطولة فقط للفوز بفاكهة ميرا ميرا نومي وأعطائها للوفي

و قد تبين بأن بارتولوميو لديه بعض الشرف، وهذا عندما قام بإنقاذ بيلامي من الهجوم الوحشي من قبل دلينغر، على الرغم من انه تقاتل مع بيلامي في البطولة، وقال بارتولوميو لبيلامي ان من تقاتلا مع بعض فهم اصدقاء، وهو لن يدع اصدقائه يقتلون.

بارتولوميو لديه اسلوب واضح بالكلام وهو دائما ينهي جمله ب«دايب» (الضبع) ولا تبدو له طريقة الكلام شيئا مهما، فهي مجرد افكار لتميز بينه وبين الآخرين.

## علاقاته

### طاقمه
يبدو بارتولوميو مهتما بطاقمه ويرعاهم كما رأينا عندما سحق ماينارد من اجل غامبيا.

### غامبيا
بعتبر بارتولوميو غامبيا أحد أعضاء طاقمه وهو يهتم به وكما ذكرنا قصته مع ماينارد.

### قراصنة قبعة القش
بارتولوميو معجب بلوفي من وقت لوغوتاون وما بعدها، وقد أصبح معجب بجميع افراد الطاقم، وهو يتبع جميع اعمالهم وقد شعر بصاعقة عندما التقى بلوفي ورورونوا زورو ويشير إلى كل منهما ب (سيمباي) عندما وضع دوفلامنجو مكافآت على رأسيهما، وبارتولويمو معجب جدا بهما وبقوتهما

وقد أدى إعجاب بارتولوميو بقبعة القش لدرجة انه قد يخاطر بحايته من اجلهم، وذلك عند وقت قتال غلاديوس وقام بمساعدة لوفي، وأيضا تعرض لأصابات خطيرة عندما كان يحمي نيكو روبن

و قد تبين بأن بارتولوميو يعرف الكثير عن قراصنة قبعة القش وماضيهم، ولكنه لم يكن يعرف بسوغي كينغ حتى التقى باوسوب، وقد كان يعرف الأحداث الحقيقية لإنيس لوبي على الرغم من أن الصحف تزعم بأنه هجوم عشوائي.

### مونكي دي لوفي
قبل عامين عندما تمكن لوفي من النجات من إعدامه في لوغوتاون، وقد كان بارتولوميو وبقية الناس مدهوشين من المشهد، وقد تبع جميع اخبار لوفي وطاقمه حتى اخبار المارينفورد جعلته يسترجع تزعمه للمافيا وبدء حياة القرصنة، حتى سافر إلى دريسروزا والسبب الوحيد هو الحصول على فاكهة ميرا ميرا نومي (النار) وأعطائها كهدية للوفي، وعندما سمع بارتلوميو رجل ينتقد لوفي قام بارتولوميو بتأديب هذا الرجل وقطع لسانه، وذلك يبين شدة هوس واحترام بارتلوميو للوفي، وهو يعتقد تماما بأن لوفي سيصبح ملك القراصنة القادم

و عندما التقى بلوفي كاد أن يغمى عليه عدة مرات، وبعد فترة من الوقت تمكن من كسب الجرأة والتحدث مع لوفي والطاقم ولكنه لم يتمكن من النظر إلى وجهه، وكان كلامه بصوت خافت جدا، وعندما اقترب شخص ما من لوفي وبارتولوميو واخبرهما بأي منكما سيحصل على فاكهة ميرا ميرا نومي هاجمه بارتولوميو بقوة مبينا على أنه سيفعل أي شئ لمساعدة ملك القراصنة القادم.

### آخرون
بيلامي 

بارتولوميو لديه علاقة مثيرة للاهتمام مع بيلامي، وقد كان الاثنان خصمان في البطولة بلوك بي وقد كان بارتولوميو مستمتعا بضرب بيلامي، ومع ذلك عندما قام دلينغر ليقتل بيلامي تدخل بارتولوميو وقام بحمايته بواسطة فاكهة الشيطان الخاصة به مما اثار غضب القراصنة، وقال بارتولوميو انهما اصدقاء لأنهما تقاتلا وانه سيساعده.
سابو 

بصفته شقيق لوفي، بارتولوميو يكن الاحترام لسابو حيث وصفه بسينباي الكبير، وعندما وضع دوفلامنجو مكافأة على رأس سابو عندما حاصروه في دريسروزافي مباراة البقاء على قيد الحياة، لكنه لم يساعده وساعد الثوري بدلا من ذلك.
كافنديش 

في البداية كان كافيندش عدوا لبارتولوميو خلال البطولة على ميرا ميرا نومي، وقد كان كافنديش أحد الناوين على قتل لوفي، ولكن في مباراة البقاء على قيد الحياة تعاون مع كافنديش للظاء على عائلة دونكيهوت 

بارتولوميو وكافنديش يتنافسان دائما مثل منافسة سانجي ورورونوا زورو، ولكن يكونان قويا جدا عندما يتعاونان كما تعاونا لقتال جلاديوس حيث قام بارتولوميو بأدهال كافنديش داخل الجدار لكي يصد هجوم جلاديوس ومن ثم يهجم كافنديش ولكهنما يسبان بعضهما البعض أثناء القتال.

## قوته وقدراته
بصفته كابتن قراصنة فبارتولوميو يمتلك صفات في القيادة جيدة

و هي معترفة من قبل نوفا من قوات البحرية، وهذا يدل على أن لديه مهارات جعلته يشتهر، وأيضا أظهر قوة كافية لسحق نائب الإدميرال ماينارد بسهولة شديدة، وكان قادرا على الفوز ببطولة كلوريدا الكولسيوم بلوك بي بدون أي خدش (على الرغم من انه كان غير من مهتم بالمعركة وكان يراقب فقط ولكنه اضطر لاستخدام الجدار)، وهو يمتلك قدرة كبيرة من المتانية، وهذا تبين عندما تعرض لهجوم مباشر من غلاديوس ولايزال يمكنه الحركة بسهولة.

### فاكهة الشيطان
بارتولوميو اكل فاكهة الشيطان التي تسمى باري باري نومي (فاكهة الحاجز) وهي من نوع البراميسيا وهي تسمح له بأن يكون حاجز، وهو يستخدم قدرة هذه الفاكهة لحماية نفسه من الهجمات القوية، والحواجز التي يصنعها غير قابلة للتكسير مهما كان الهجوم قويا وقد صد هجمات امثال هاك، بيلامي، وغلاديوس لم يأثر عليها وحتى إليزبيلو الثاني ملك اللكم لم يأثر عليها ولو قليلا

و هو يستطيع استخدام الجدار لمهاجمة أعدائه، والهجمة التي يرسلها قوية جدا جدا وقد أستخدم بارتولوميو تقنية تسمى «الجدار المحطم» ضد إليزبيلو الثاني وسحقه بثواني في نهاية المعركة الملكية.

### أسلحته
بارتولوميو يحمل معه خنجرا، لكنه لم يستخدمه سوى مرتين، واحدة عندما قام بقطع لسان رجل اهان لوفي في كلوريدا الكولسيوم، والثانية عندما حاول قتل غلاديوس في محاولة إنقاذ نيكو روبن.

## تاريخه

### ماضيه
قبل ان يصبح قرصان 

قبل أن يصبح بارتلوميو قرصان كان هو رئيس عائلة المافيا، وقد تواجد قبل عامين في لوغوتاون عندما حاول باجي المهرج إعدام لوفي وهرب لوفي وقد وصفها بأنها كانت معجزة، وروؤية لوفي ينجو من ضربة البرق، وبعدها تتبع بارتولوميو اخبار لوفي في آلباستا وإنيس لوبي والإمبل داون ومن ثم المارينفورد وقرر ان يبحر.
خلال فترة العامين 

منذ عام أصبح بارتولوميو اقوى قرصان صاعد وقد كسب سمعة سيئة من مهاجمته المدنين البريئين.

### أحداث دريسروزا
قد ذهب بارتولوميو إلى دريسروزا ليشارك في بطولة كلوريدا الكولسيوم للحصول على فاكهة ميرا ميرا نومي، وقبل ذلك قام ماينارد بمهاجمة غامبيا، وبدوره بارتولوميو قام بسحق ماينارد قبل ان يشارك في البطولة 

و قبل ان يبدأ بلوك بي من البطولة، عندما كان يسير واصلا إلى الحلبة كان المذيع يقول بعض التفاصيل عنه، وعند وصوله قال انه سيرسل الجميع إلى الجحيم وغضب منه الجمهور وكرهوه، وقد سخر بارتولوميو من الجمهور اولا وقام برمي قنبلة مما ادى إلى خوفهم وهروبهم وتحولت بعدها القنبلة إلى مجرد كرة سوداء وقد كانت خدعة، وقد أشمئز الجمهور منه، وقد أخبره داغاما بأنه لن يحظى بشعبية بعد هذه الحركة، وجاوبه بارتولوميو بكل بساطة بأنه لا يجتاج إلى أي شعبية اساسا

و بعد بدأ المعركة، قال بارتولوميو بأنها ليست معركة ملكية كما ضن بعد أن رأى داغاما وإليزابيلو الثاني ويبانتو يتعاونون للقضاء على بيلامي لأنه الاقوى بينهم وقد كان الجميع يقاتل، لكن بارتولوميو كان جالاسا يشاهد القتال بدون أي مبالات

و بعد وقت سابق من الاسترخاء قام بارتولوميو بالتبول في أحد جوانب الحلبة مما ادى إلى غضب الجمهور عليه، وقد حاول هاك القضاء عليه باستخدام ضربة الكارتي للرجل السمكة لكن تصدى له بارتولوميو بسهولة بواسطة فاكهة الشيطان، وقام بارتولوميو بإسقاطه بواسطة هذه القدرة وقضى عليه تماما

و في وقت لاحق قاتل بارتولوميو الملقب بالضبع بيلامي ومثل هاك تعرض بيلامي للأصابة كل ما حاول ضرب بارتولوميو، ومع ذلك قال بيلامي انه لايجب الاستهانة به مطلاقا رغم انه مصاب، وبعدها قام إليزابيلو الثاني من الأستعداد الكبير ليطلق اللكمة القاتلة الخاصة به، وقال المذيع بأنه لا أحد قد نجى منها ابدى وأوشك على أن يعلن الفائز ببلوك بي من البطولة

و بعد أن انقشع الدخان، ظهر بارتولوميو وهو وقاف بدون أي تأثير عليه، وبعدها كشف بارتولوميو عن اكله لفاكهة باري باري نومي التي تجعله يصنع حواجز غير قابلة للتكسر ابدا وقد حمته من لكمة الملك، ومن ثم قام بالقضاء على إليزابيلو الثاني بواسطة الحائط المدرمر، ومن ثم تم إعلان عن فوزه ببلوك بي وغضب الجمهور كثيرا، وقد فكر بارتولوميو بأنه سيتمكن من الفوز بالبطولة بواسطة هذه القدرة

و عندما حاول كافنديش قتل لوفي في نهاية جولة بلوك سي كان بارتولوميو على بعد مسافة قريبة من لوفي وهو يشعر بالخجل كلما اقترب منه، وقد مر مصارع بالقرب منه وسخر من لوفي لعدم مقدرته على إنقاذ شقيقه في المارينفورد، قام بارتولوميو بسحق هذا الرجل بواسطة الحاجز وشرح اسباب اعجابه بلوفي، وقام بقطع لسان الرجل وتابع مشاهدة تصدي لوفي لكافنديش، وقد كان يود مساعدة لوفي لولا شعوره بالتوتر كلما اقترب منه، وعندما هرب لوفي من كافنديش وتشيتجاو تسأل الاثنان عن عدم اقتراب بارتولوميو من لوفي 

و في حين كان زورو خارج كوريدا الكولسيوم يتحدث مع كينإيمون، رأه بارتولوميو وانفجر من الفرح وبدأ يبكي مشيرا إلى أعمال زورو الرائعة في ماضيه

و قد طلب مساعدة زوروللحصول على توقيع لوفي، بعد أن حصل على توقيع زورو

و عندما حاول دلينغر قتل بيلامي تدخل بارتولوميو بالحظة المناسبة وانقذ بيلامي بواسطة الجدار الخاص به، وقد غضب بارتولوميو جدا من دلينغر وطرده فورا وتبادل الشتائم معه وقال له ان لن يسمح له بقتل بيلامي أبدا

و عندما أخذ بارتولوميو بيلامي إلى غرفة الطب، رفض بيلامي الدخول مشيرا إلى أنه لم يعد لديه سبب ليعيش وقد بدأ يبكي، وقد تسائل بارتولميو على سبب بكاء بيلامي وقد اخبره بأن كل من قالته هناك هو صديقه وهو لن يسمح لأحد بأن يؤذي صديقه، وقام بارتولوميو بمساعدة بيلامي، وعندما التقى لوفي أعلن بارتولوميو بفخر عن انه سيفوز بالبطولة وسيحصل على مكافأة ميرا ميرا نومي ويعطيها كهدية للوفي، وقال أحدهم بأن لوفي لا يستحق هذه الفاكهة، وقد غضب بارتولوميو وقال بأنه لا يحق له الكلام مع شقيق قبضة اللهب بورتغاس دي إيس وملك القراصنة المستقبلي ومن ثم كشف الرجل بأنه سابو شقيق لوفي الآخر

و قد ظهر بارتولوميو جالسا بجانب سابو يشاهدون معركة البلوك دي، وقد كانت المعركة حماسية، ولم يقدر أحد على الوقوف سوى ريبيكا الذي أعلن الفائز في هذا البلوك من البطولة

و قد سار جنبا إلى جنب مع سابو نحو نهائيات البطولة عندما أوشكت على أن تنتهي، وقد تم إعلان بانه لم يفز أحد في بلوك دي لأنه لم يتم قبول ريبيكا كفائز، وبعدها قام الضخم القوي جيسوس بورجيس بالهجوم على سابو وكان بارتولوميو يشاهد وفجأة ظهر ريبيكا من خلفه، وقد شاهد إسقاط بورجيس من قبل سابو وكان متعجبا بتلك القوة، وعندما تلاقى ريبيكا ضربة من داينميت طلب سابو من بارتولوميو حماية ريبيكا وقد اندهش بذلك، وقد تمكن بارتولوميو من حماية ريبيكا بواسطة الجدار الخاص به، وقام بضرب داينميت، وعندما قام سابو بأكل فاكهة ميرا ميرا نومي توسل بارتولوميو لمساعدة منه بعد أن سقط بقوة وقام سابو بأستخدما ضربة «هيكن» ودمر الحلبة، وسقط بارتولوميو من الاعلى لكنه استخدم الجدار ليحمي نفسه من السقوط ومن ثم قدم سابو لمساعدته، وقد كان دوفلامنجو يشاهد ما حدث في دريسروزا لذلك قام بحبس الجميع في قفص الطيور.

## معاركه
- بارتولوميو ضد ماينارد

النتيجة : فوز بارتولميو بسهولة
- بارتولوميو ضد مصارعي كوريدا الكولسيوم بلوك بي

النتيجة : فوز بارتولوميو بسهولة
- بارتولوميو ضد هاك

النتيجة : فوز بارتولوميو بسهولة
- بارتولوميو ضد بيلامي

النتيجة : فوز بارتولوميو بسهولة
- بارتولوميو ضد إليزبيل الثاني

النتيجة : فوز بارتولوميو بسهولة
- بارتولوميو ضد دلينغر

النتيجة : لم يفز أحد
- بارتولوميو وربيكيا ضد دامنيت

النتيجة : فوز دايمنيت
- بارتولوميو ضد أتباع اوسوب السابقين

النتيجة : فوز بارتولوميو بسهولة
- بارتولميو، نيكو روبن وكافنديش ضد غلاديوس وهيدكراكيرس

النتيجة : لم يفز أحد
- بارتولوميو وكافنديش ضد غلاديوس

النتيجة : فوز بارتولميو وكافنديش
- بارتولوميو ضد غلاديوس

النتيجة : فوز بارتولوميو 

## الأختلافات في الانمي والمانغا
قد ظهرت في المانغا محادثة بسيطة بينه وبين ماينارد قبل القتال، في الانمي هاجم ماينارد مباشرة، وفي المانغا كشف شكل بارتولميو قبل قتاله مع ماينارد وليس عند البطولة

عند سخرية الرجل من لوفي على عدم مقدرته على إنقاذ إيس، في المانغا قام بارتولوميو بقطع لسانه، ولكن في الانمي قتله كله.

## هوامش
لقب بارتولوميو ب«أكل لحوم البشر» مجرد كلام للسخرية من الناس 

يمكن اعتبار سلوك بارتولوميو هو مجرد شخصية للسخرية لا غير

قد كان بارتولوميو يظن بأن شكل سانجي كما هو موجود في الملصق، وقد تبين انه كان يعرف عن انضمام بروك للطاقم في حين البحرية لم تكن تعلم.